# Rundfunk- und Fernmelde-Technik

RFT-Logo

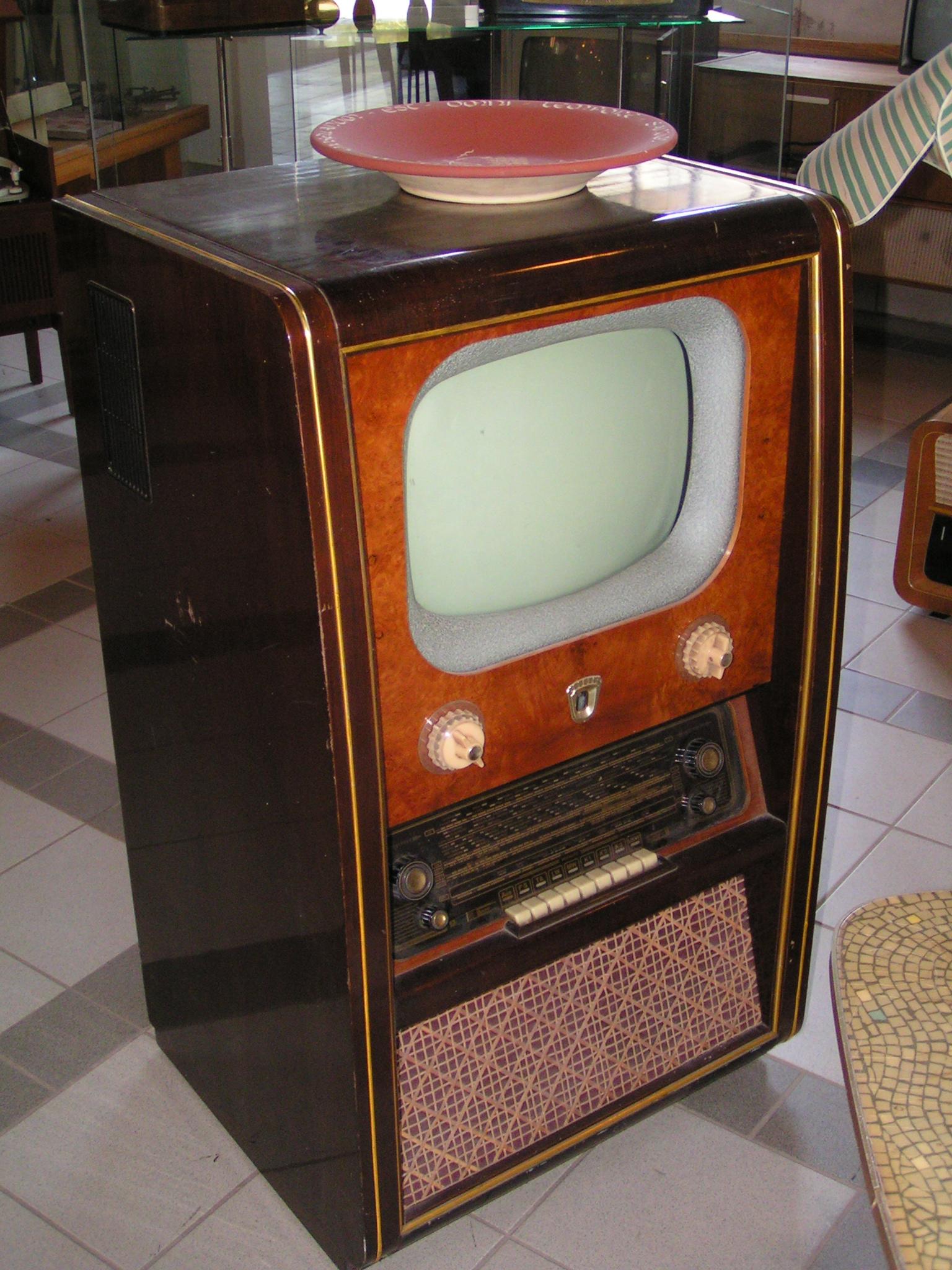
Clivia II FER858A (VEB Rafena, Radeberg) aus dem Jahr 1956

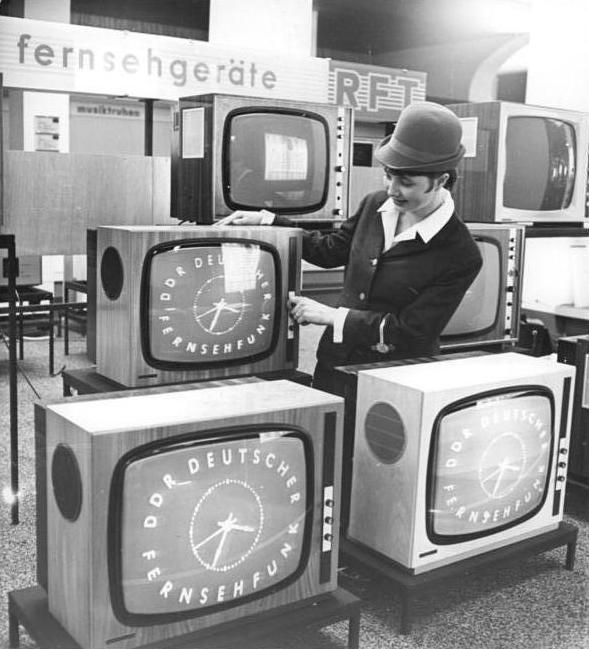
RFT-Fernseher auf der Leipziger Frühjahrsmesse 1968

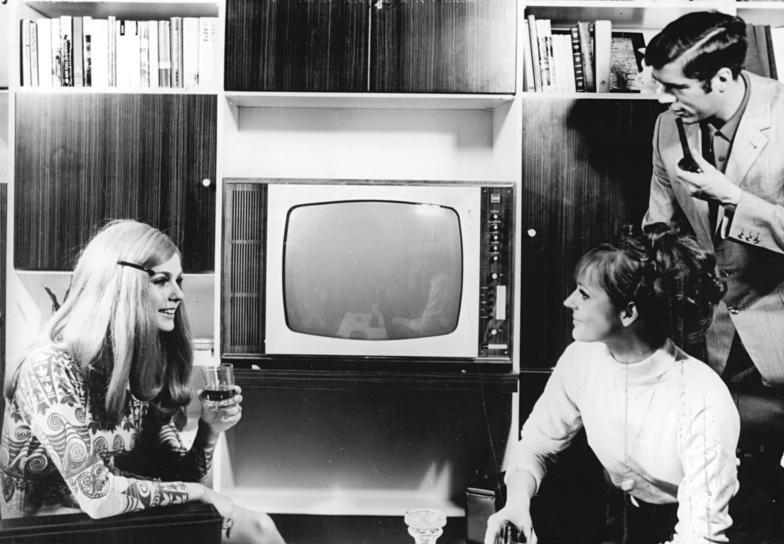
Farbfernsehgerät „Color 20“
VEB Fernsehgerätewerk Staßfurt, DDR 1969

Rundfunk- und Fernmelde-Technik (RFT) war der Name eines Herstellerverbundes von verschiedenen Unternehmen der Nachrichtentechnik in der Deutschen Demokratischen Republik (DDR).
RFT Radio- und Fernmelde-Technik war somit keine Firmenbezeichnung, sondern ein Warenzeichen-Signet bzw. Logo eines Warenzeichenverbandes in der DDR für «radioverwandte Produkte», dem Betriebe des Industriezweiges Rundfunk- und Fernsehtechnik und des Industriezweiges Nachrichten- und Messtechnik angehörten. Es entstand bereits 1946, also lange vor der Gründung der DDR, und wurde von der VVB (Vereinigung Volkseigener Betriebe) Radio und Fernmeldetechnik und später von den Kombinaten übernommen. Später sagte man auch, RFT sei die Abkürzung für „Repräsentant Fortschrittlicher Technik“. Das Warenzeichen RFT wurde offiziell am 8. Juli 1957 eingetragen.
Unter dem einheitlichen Namen RFT firmierten in den 1980er Jahren das Kombinat Rundfunk- und Fernsehtechnik, das Kombinat Nachrichtenelektronik und der VEB Industrievertrieb Rundfunk und Fernsehen, mit seinem Handelsbetrieb, den Werkstätten und dem Antennenbau. Aber auch einzelne Betriebe der Kombinate Robotron Dresden, Meßelektronik Dresden, Mikroelektronik Erfurt und des Kombinates Geräte- und Reglerwerk Teltow gehörten zum Warenzeichenverband.
Letztendlich aber war RFT die Einheitsmarke, unter der von der Elektronenröhre, über Transistor, Mikrochip, Kondensator, Antennenanlage bis hin zum kompletten Kurzwellensender im 250-Kilowatt-Bereich alles vertrieben wurde, was die DDR-Nachrichtentechnik zu bieten hatte.

## Geschichte

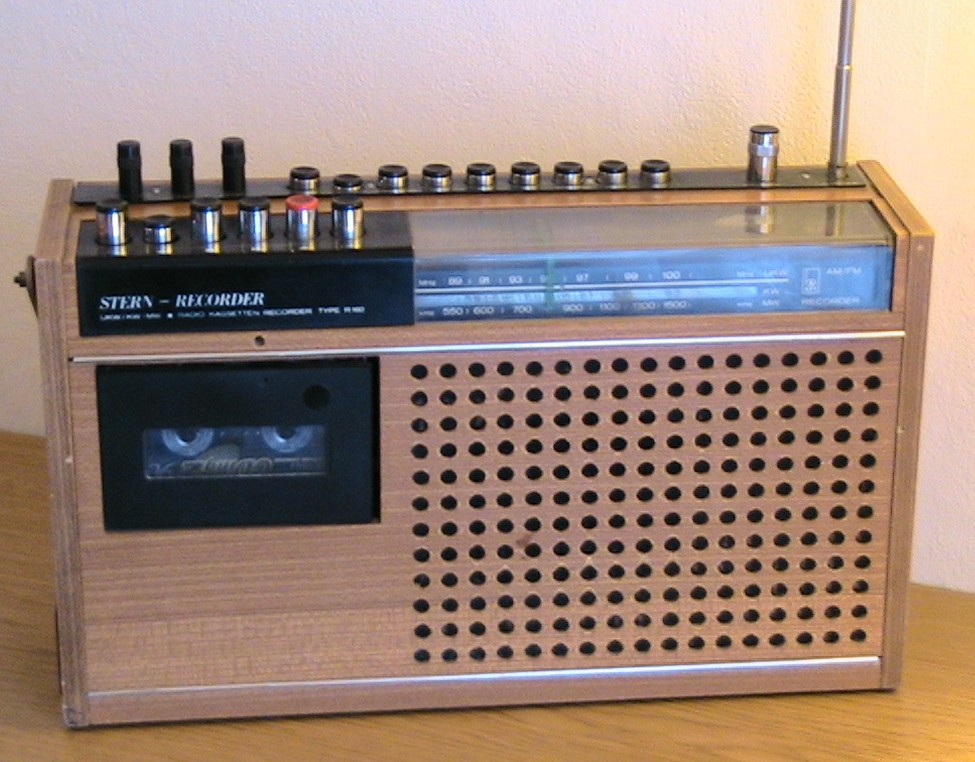
Stern-Recorder R160 vom VEB RFT Sternradio Berlin

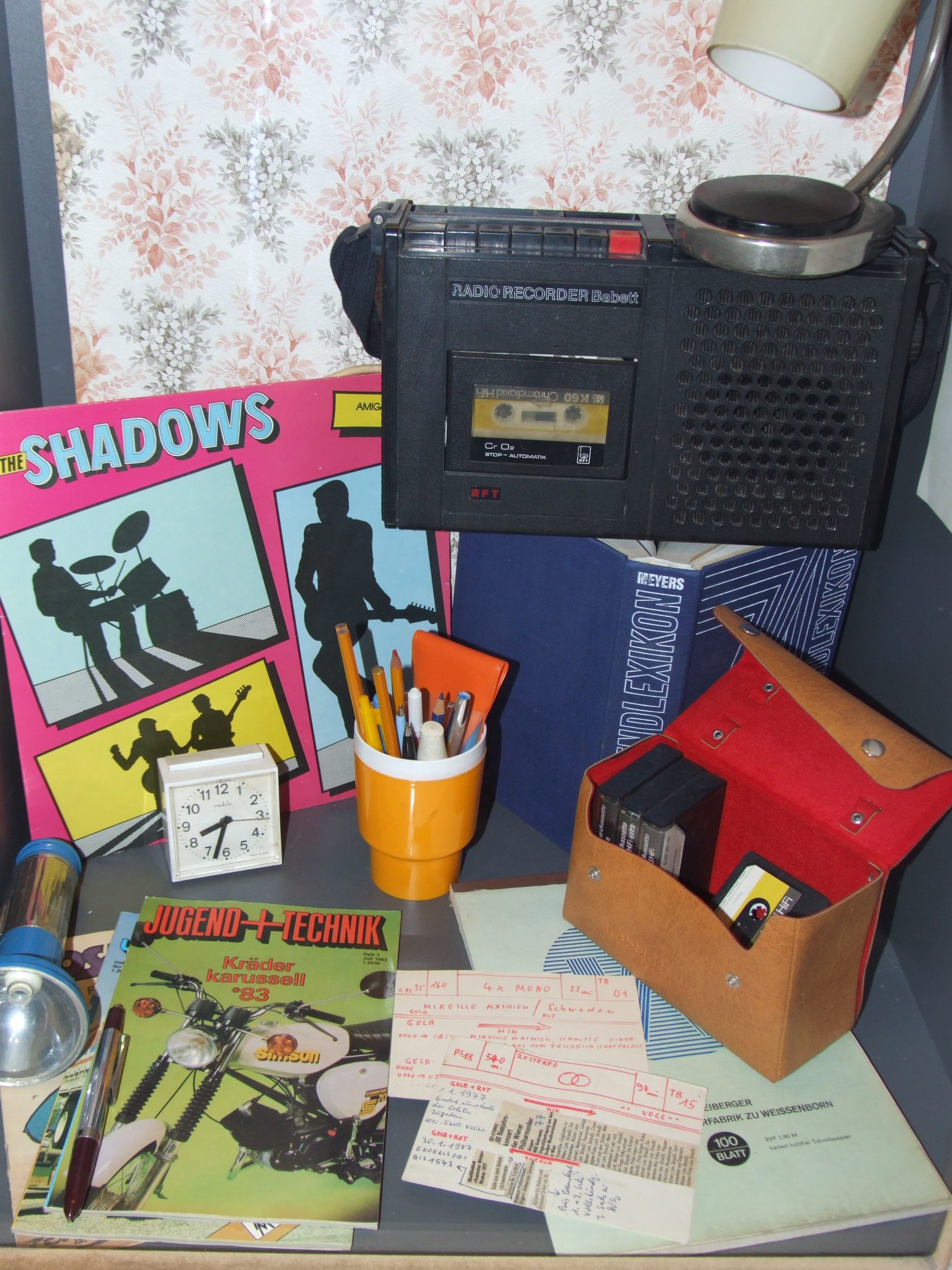
Radio-Recorder Babett, DDR Museum

Eine große Anzahl ursprünglich selbstständiger kleinerer und größerer Geräte- und Apparatehersteller wurden im Laufe der Geschichte der DDR verstaatlicht. Dazu gehörten auch Teile der ehemaligen Unternehmen Siemens, AEG und anderer Großbetriebe; einige kleinere Privatbetriebe jedoch erst in den 1970er Jahren. Aus einigen dieser Unternehmen wurde die VVB RFT Radio und Fernmeldetechnik Leipzig gebildet, aus dem später das VEB RFT Kombinat Nachrichtenelektronik hervorging. Die Produkte wurden unter der einheitlichen Marke RFT hergestellt. Mit dieser Bezeichnung wurde daher in der DDR quasi alles versehen, was mit Nachrichtentechnik zu tun hatte, auch, aber nicht nur, im Privatkonsumentenbereich. Daher ist die Firmengeschichte außerordentlich vielfältig und kompliziert. Die Kombinate in der DDR wuchsen mit den Jahren durch Integration weiterer Unternehmen und sogar kleinerer Kombinate beständig an. So wurde z. B. 1979 das Dresdner Kombinat RFT Meßelektronik, welches mittlerweile nahezu die gesamte Produktion von Messgeräten vereinte, in das Kombinat Robotron überführt. Die Messgeräte wurden trotzdem teilweise weiter unter der Marke RFT gefertigt und nicht unter der Marke Robotron.
Durch Zusammenlegung mehrerer Kombinate wurde 1980 schließlich das RFT-Kombinat Rundfunk- und Fernsehtechnik gegründet. Es beschäftigte 1990 insgesamt 23.000 Mitarbeiter. Ebenso wurde die Produktion der Nachrichtentechnik im Kombinat Nachrichtenelektronik zusammengefasst.

## Forschung
Für die Hersteller von RFT-Erzeugnissen arbeiteten mehrere Zentrallaboratorien für die Forschung zur Entwicklung neuer Technologien und neuer Produkte. Zu erwähnen sind zwei dieser Laboratorien, ein Berliner zuständig für Fernmeldetechnik in Treptow-Köpenick und eines für Rundfunk- und Fernsehempfangstechnik in Dresden. Anfänglich arbeiteten in diesen Bernhard Vinzelberg und Kurt Freitag. Vinzelberg richtete zusammen mit Friedrich Knochenhauer, einem Ingenieur, der 1961 die DDR verließ und zu SEL wechselte, ein Labor für Magnetspeichertechnik ein, das die Grundlage für die frühe Produktion von Spulentonbandgeräten in der DDR war.

## Heimelektronik

### Radiowerke in Leipzig

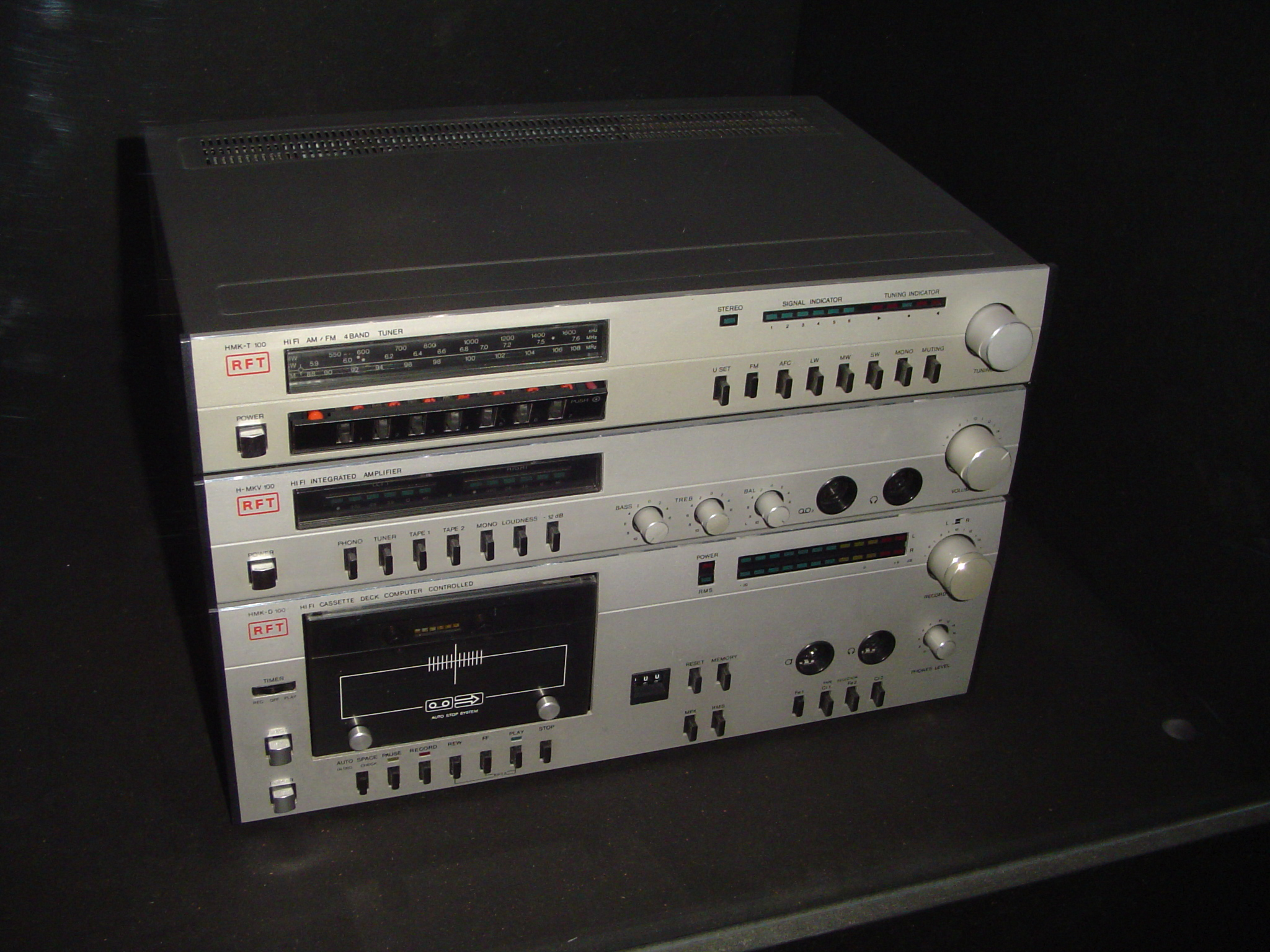
Stern-Radio HMK 100 Berlin 1986

Autoradio A345 „Blankenburg“

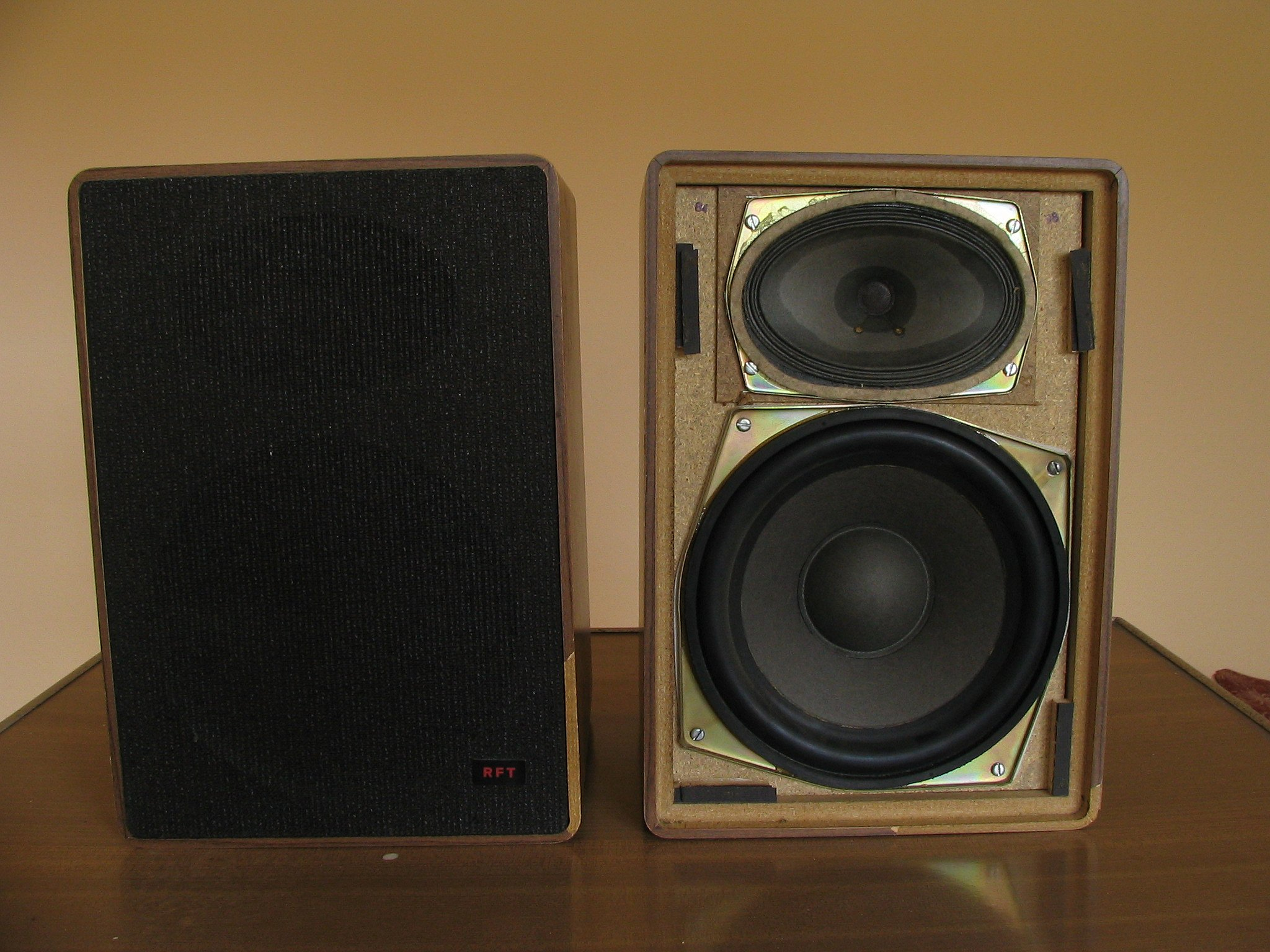
RFT-Kompaktboxen B 9251, hergestellt von VEB Statron

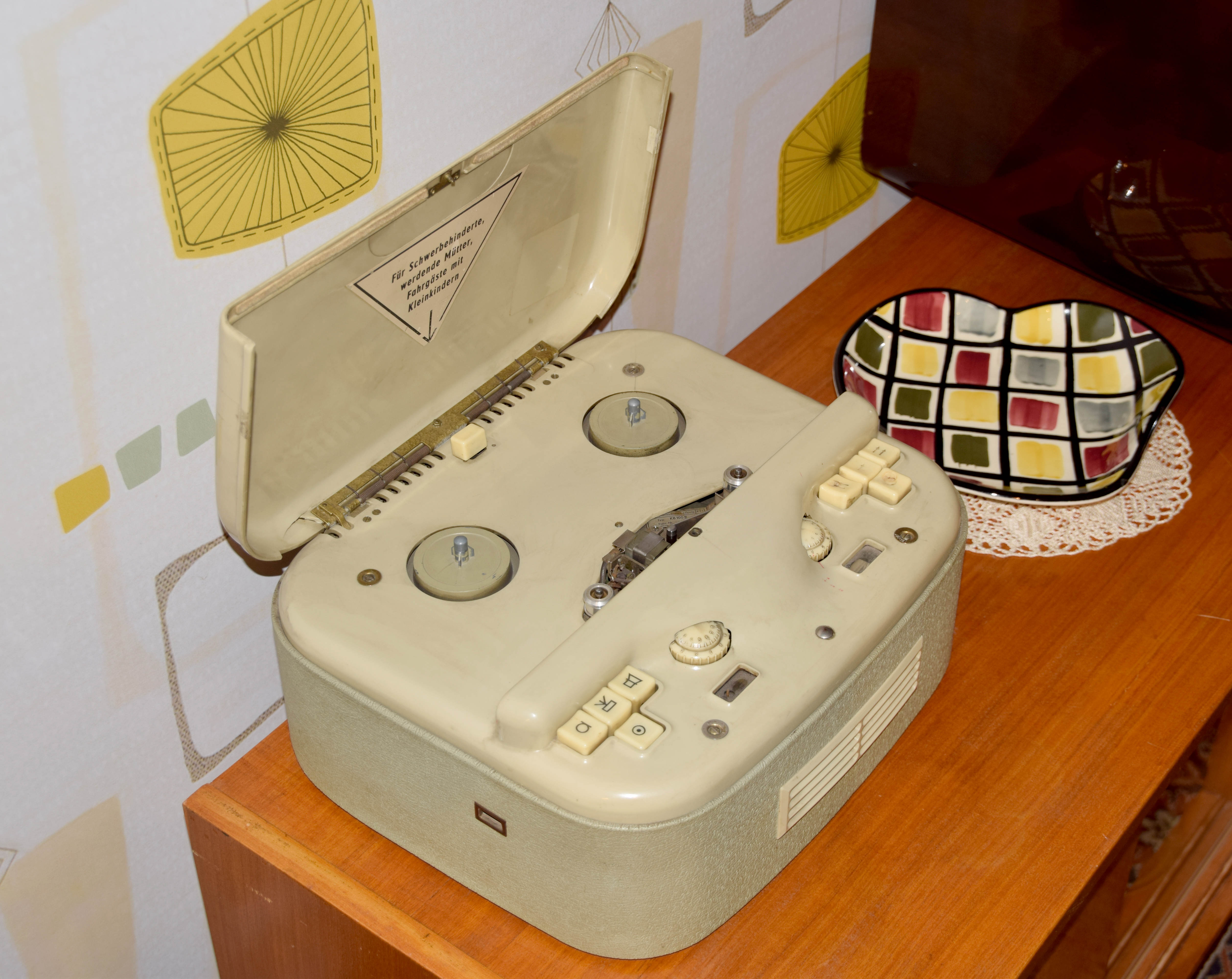
Das Tonband-Koffergerät KB100II des VEB Fernmeldewerk Leipzig aus dem Jahr 1959

Der Ursprung aller Betriebe, die in Leipzig Radios produzierten, war die 1925 von dem Kaufmann Oswald Ritter und dem Techniker Wilhelm Dietz gegründete Dr. Dietz & Ritter GmbH, Fabrik für Radio-Erzeugnisse und Transformatoren. Beide waren vormalige Mitarbeiter der Bogenlampenfabrik Körting & Mathiesen in Leipzig, die 20 Prozent der Anteile hielt und die Erlaubnis zur Verwendung der Marke Körting für die Produkte gab. Dietz und Ritter besaßen je 40 Prozent der GmbH-Anteile. Die Fertigung war in den ehemaligen Betriebsräumen der Graphischen Kunstanstalt Dr. Trenkler & Co. in der Eichstädtstraße 11 (heute Untere Eichstädtstraße) von Stötteritz. Der Betrieb produzierte zunächst unter anderem Transformatoren, Kraftverstärker und dynamische Lautsprecher unter Lizenz des amerikanischen Unternehmens Magnavox.
Ab 1932 wurden Rundfunkempfänger in die Produktpalette aufgenommen und die Firma in Körting Radio, Dr. Dietz & Ritter GmbH geändert. Mit den Modellen Cyclo-Super und Hexodensuper kamen ihre ersten, auch Überlagerungsempfänger genannten, Superheterodynempfänger auf den Markt. Körting Radio erreichte bereits 1933 einen Marktanteil von 5,2 %, der im Folgejahr auf 7,35 % ausgebaut werden konnte. Im Zuge der Aufrüstung der Wehrmacht baute D & R ab 1935 im Auftrag des Reichsluftfahrtministeriums (RLM) Funktechnik für die Luftwaffe in Lizenz von Telefunken und Lorenz. Hierfür richtete die Firma nicht weit entfernt in der Melscher Straße 7 einen zweiten Standort ein. Oswald Ritter gelang es, den noch von Körting & Mathiesen gehaltenen 20-Prozent-Geschäftsanteil zu erwerben. Im Jahr 1938 zählte Körting Radio zu den marktführenden Herstellern und beschäftigte 3.000 Mitarbeiter.
In der Folge wurden wegen Differenzen mit dem Heereswaffenamt die Entwicklung und Produktion von Militärtechnik unter RLM-Aufsicht gestellt und zum 1. November 1939 in die reichseigene Leipziger Funkgerätebau G.m.b.H. ausgegliedert. Die beiden Anteilseigner und Geschäftsführer Dietz und Ritter verloren ihre Posten. Der Technische Leiter Wilhelm Dietz, der ohnehin im Konflikt mit Ritter wegen dessen Einmischung in die technischen Angelegenheiten des Unternehmens stand, schied mit der Abfindung für seinen 40-Prozent-Anteil aus und starb im Juli 1944.
Der Leipziger Funkgerätebau wurde im April 1941 als Löwe Radio AG, Werk Leipzig der Berliner Löwe Radio AG angegliedert. Ab 1. August 1942 hieß das Löwe-Zweigwerk in der Melscher Straße analog zur Mutterfirma Opta Radio AG, Werk Leipzig. Mit den finanziellen Mitteln der Ausgliederung seiner Wehrmachtsfertigung führte Ritter als alleiniger Inhaber in dem alten Werk Eichstädtstraße 11 (heute Untere Eichstädtstraße) unter dem Namen „Körting-Radio-Werke Oswald Ritter“ die Rundfunkempfängerfertigung weiter.
Der Opta-Betrieb in der Melscher Straße erhielt nach den Namen Opta-Radio AG, Werk Stötteritz im Status einer SAG (sowjetische staatliche AG) und wurde 1948 zum VEB Stern-Radio Leipzig. 1952 erfolgte nach innerer Profiländerung eine Umbenennung in VEB Fernmeldewerk Leipzig, der sich nun hauptsächlich der Produktion von Fernmeldeanlagen widmete, aber auch z. B. Mikrofone herstellte.
Oswald Ritter war nicht Mitglied der NSDAP und wurde wegen Widersetzung (auch gegen die oben genannte Ausgliederung des Betriebsteiles Funkgerätebau) 1939 zeitweise inhaftiert. Seine Firma Körting Radio Werke Oswald Ritter in der Eichstädtstraße wurde am 16. März 1948 enteignet. Ritter ging daraufhin nach Bayern und gründete die Körting Radio Werke GmbH mit Stammsitz in Grassau im Chiemgau.
Die ehemaligen Körting Radio Werke Oswald Ritter in Leipzig wurden zunächst zum RFT-Funkwerk Leipzig VEB und 1964 dem VEB Fernmeldewerk Leipzig angegliedert. Mit der Bildung der Kombinate erhielt dieser Betrieb 1970 den Status des Stammbetriebs des VEB RFT Kombinat Fernmeldewerk Leipzig. Diesem Stammbetrieb wurden schrittweise weitere Leipziger Betriebe zugeordnet:
- der 1967 gebildete VEB Gerätewerk Leipzig, hervorgegangen aus dem VEB Funkmechanik Leipzig (1951) – ehemals Stöcker & Co. (1945) und VEB Gerätewerk Leipzig (1954) – ehemals VEB Meßgerätewerk Leipzig (1948), ehemals Dr. Th. Horn (1945).
- 1949–1952 VEB Entwicklungs- und Konstruktionsbüro Leipzig, das aus dem VEB Fernmeldewerk Leipzig ausgegliedert und dann in den VEB Funkmechanik Leipzig überführt wurde.

Unabhängig von dieser bereits komplizierten Unternehmensentwicklung gab es mehrere Kleinbetriebe. 1948 entstand aus solchen der VEB (K) Elektrogerätebau Leipzig, 1954 kamen weitere Kleinbetriebe dazu und 1965 entstand daraus der VEB Elektroakustik Leipzig, der u. a. später im Kombinat Sternradio Berlin Plattenspieler unter der Markenbezeichnung RFT herstellte. 1980 führte die 1971 entstandene VEB Elektrotechnische Werkstätte Rötha zu einer Erweiterung und schließlich verschmolzen die beiden Betriebe VEB Kombinat Fernmeldewerk Leipzig und VEB Elektroakustik Leipzig zum VEB Fernmeldewerk Leipzig, Stammbetrieb des VEB Kombinat Nachrichtenelektronik. 1984 erfolgte eine Umbenennung in VEB RFT Nachrichtenelektronik Leipzig „Albert Norden“, Betrieb des VEB Kombinat Nachrichtenelektronik.

### Radiowerk in Staßfurt

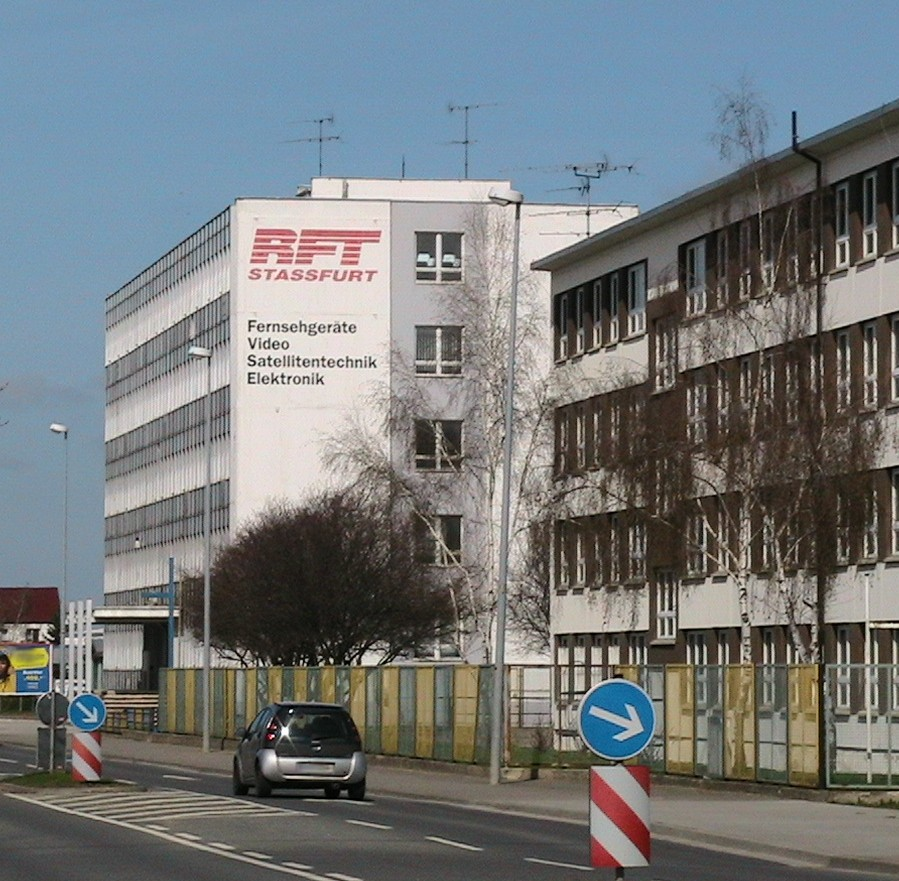
RFT in Staßfurt

Die Stadt Staßfurt hat eine traditionsreiche Geschichte in der Produktion von Unterhaltungselektronik. 1928 wurde das Werk Staßfurter Licht- und Kraftwerke AG, Abteilung Radiobau mit dem Markennamen Imperial gegründet. Hier wurden der erste Superhet Deutschlands „Mikrohet B“ (Batteriebetrieb) in Serie und in den 1930er-Jahren die Empfänger Staßfurt Imperial der Spitzenklasse produziert. Nach dem Krieg konnte der Firmengründer 1948 im westlichen Harzvorland in Osterode ein neues Unternehmen unter dem Namen Continental-Rundfunk GmbH eröffnen, das 1957 in Konkurs ging und von der Firma Kuba aufgekauft wurde. Kuba ging später in General Electric auf.
Das Staßfurter Werk wurde 1949 enteignet und in VEB Stern-Radio Stassfurt umbenannt. Es firmierte damals schon als Bestandteil der VVB RFT Radio und Fernmeldetechnik Leipzig. Neben dem Staßfurter Betrieb gab es noch drei weitere Stern-Radio-Werke in der DDR, unter anderem in Berlin, die in einem eigenen Kombinat organisiert waren. Beliebtestes Produkt war das Transistorradio Sternchen, das seit 1959 im VEB Sternradio Sonneberg in Thüringen und später auch in Berlin produziert wurde. Im Staßfurter Werk wurden ab 1957 auch Fernsehgeräte hergestellt. 1962 wurde die Rundfunkgeräteproduktion eingestellt und die Firma umbenannt in VEB Fernsehgerätewerk Staßfurt. Sie hatte in den 1970er-Jahren etwa 2.500 Beschäftigte. Staßfurt hatte 1988 eine Jahresproduktion von 500.000 Geräten. Es bestand unter anderem ein Zweigwerk in Halle (Saale).
Der VEB Fernsehgerätewerk Staßfurt blieb der größte Fernsehempfängerproduzent in der DDR und Stammwerk des VEB Kombinat Rundfunk- und Fernsehtechnik neben dem VEB Robotron-Elektronik Radeberg (vormals VEB Rafena), der in den 1970er-Jahren wieder die Produktion von Fernsehgeräten aufnahm, nachdem bereits von 1950 bis 1968 insgesamt 2,7 Millionen gefertigt wurden. Hier verlegte man sich auf Kleingeräte, so wurden ab 1975 Koffergeräte mit Bildschirmdiagonale von 31 cm, ab 1982 portable Geräte mit 42-cm-Bildröhren hergestellt.
Nach der Wende wurde aus dem Volkseigenen Betrieb die Rundfunk-Fernseh-Telekommunikation AG Staßfurt, die Produktion von Fernsehgeräten mit modernster Technik konnte fortgeführt werden. Da der Absatz jedoch rapide schrumpfte und Märkte in den ehemaligen sozialistischen Ländern wegfielen, mussten Tausende Menschen das Werk verlassen. Im Jahr 1993 gab es noch 650 Betriebsangehörige. Schließlich übernahm TechniSat 1998 die verbliebenen Werksteile, investierte in neue Produktionstechnik; das Verwaltungsgebäude wurde aufgegeben. Mit der technischen Modernisierung schrumpfte die Belegschaft noch einmal, im Jahr 2014 waren 140 Personen mit der Montage ultraflacher Full-HD-Empfänger beschäftigt. Die Produktion beträgt etwa 70.000 Geräte pro Jahr.

### VEB Kombinat Rundfunk- und Fernsehtechnik
Das Kombinat Rundfunk- und Fernsehtechnik, mit dessen Stammbetrieb „VEB Fernsehgerätewerk Staßfurt“, war seit 1980 Alleinhersteller von Heimelektronik in der DDR, u. a. Radiogeräte, Fernsehgeräte, Stereoanlagen und Tonbandgeräte.
1960 wurde das Zentrallaboratorium für Rundfunk und Fernsehempfangstechnik (ZRF) als zentrale Forschungs- und Entwicklungsstelle in Dresden gegründet. Es firmierte ab 1981 als VEB Zentrum Wissenschaft und Technik (ZWT). Zeitweilig befanden sich Labors auch im Turm des Schloss Eckberg, wo zuweilen der Empfang westdeutscher UKW-Rundfunksender (siehe auch Westfernsehen) möglich war.
Aus dem Staßfurter Werk ging 1990 die Rundfunk—Fernsehen—Telekommunikation AG Staßfurt hervor. Sie wurde bis 1996 fast vollständig abgewickelt. 1997/98 wurde die RFT-Digital GmbH mit 100 Mitarbeitern gegründet.

## Nachrichtentechnik

### Betriebe außerhalb des Kombinats
Professionelle Industrieempfänger, Sende- und Amateurfunkanlagen wurden im RFT VEB Funkwerk Köpenick in Berlin produziert. Dieser war allerdings nicht Mitglied des VEB Kombinates RFT Rundfunk und Fernsehen, sondern im VEB Kombinat Nachrichtenelektronik organisiert. Dort wurden z. B. auch die Laborschaltuhren RFT Exakt hergestellt. In Berlin-Oberschöneweide befanden sich weitere Institute, die hauptsächlich Laborgeräte produzierten, ausschließlich unter der Marke RFT Nachrichtenelektronik. Weitere Werke befassten sich mit Antennenanlagetechnik, z. B. das Werk Blankenburg, oder der VEB Rafena Werke Radeberg.
Auch unter RFT produzierte der VEB Fernmelde-Anlagenbau Rostock Schiffselektronische Ausrüstungen.

### VEB Kombinat Nachrichtenelektronik

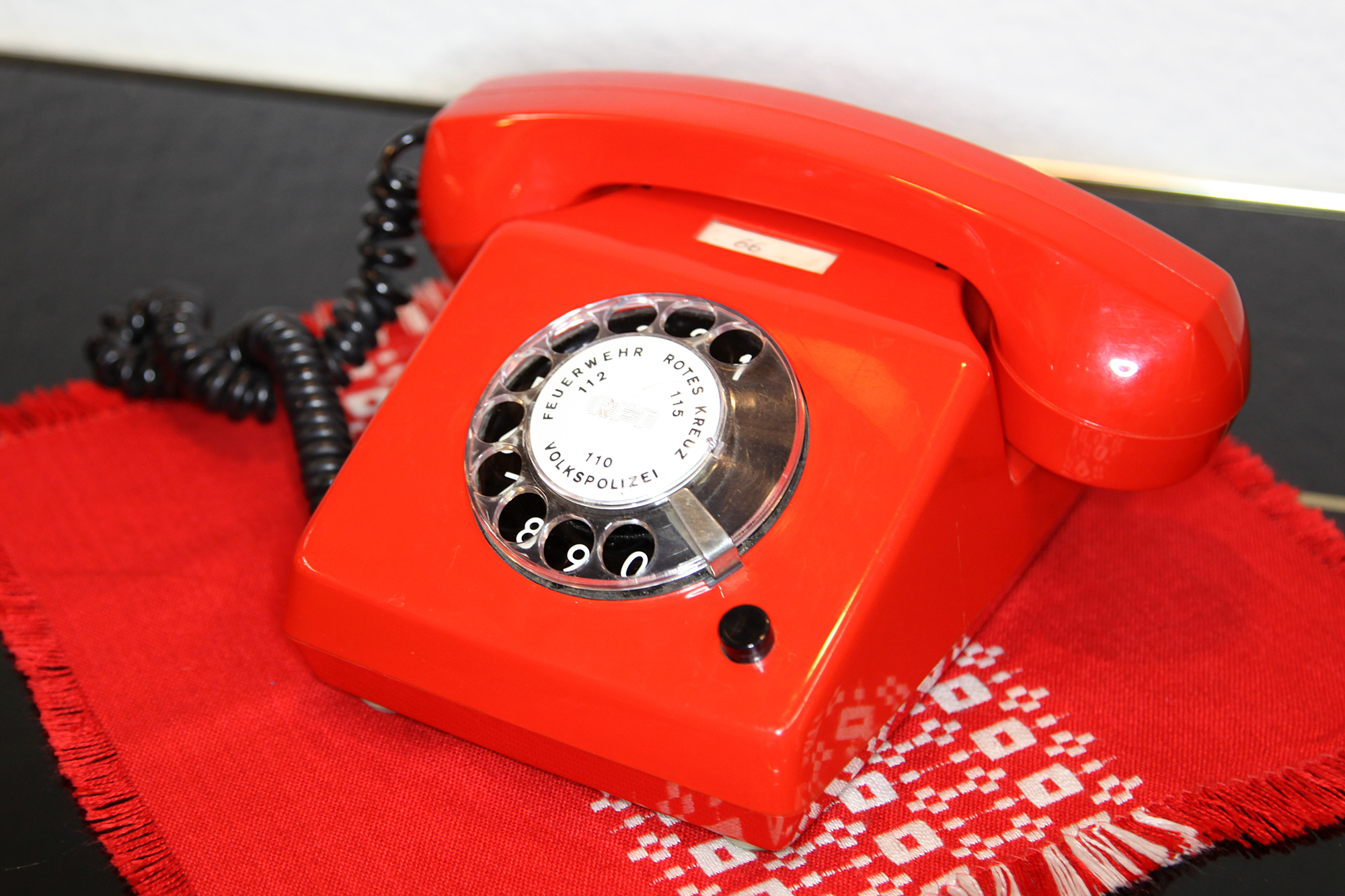
Rotes Telefon alpha ferro

Das Kombinat entstand 1980 aus dem VEB Kombinat Fernmeldewerk Leipzig.

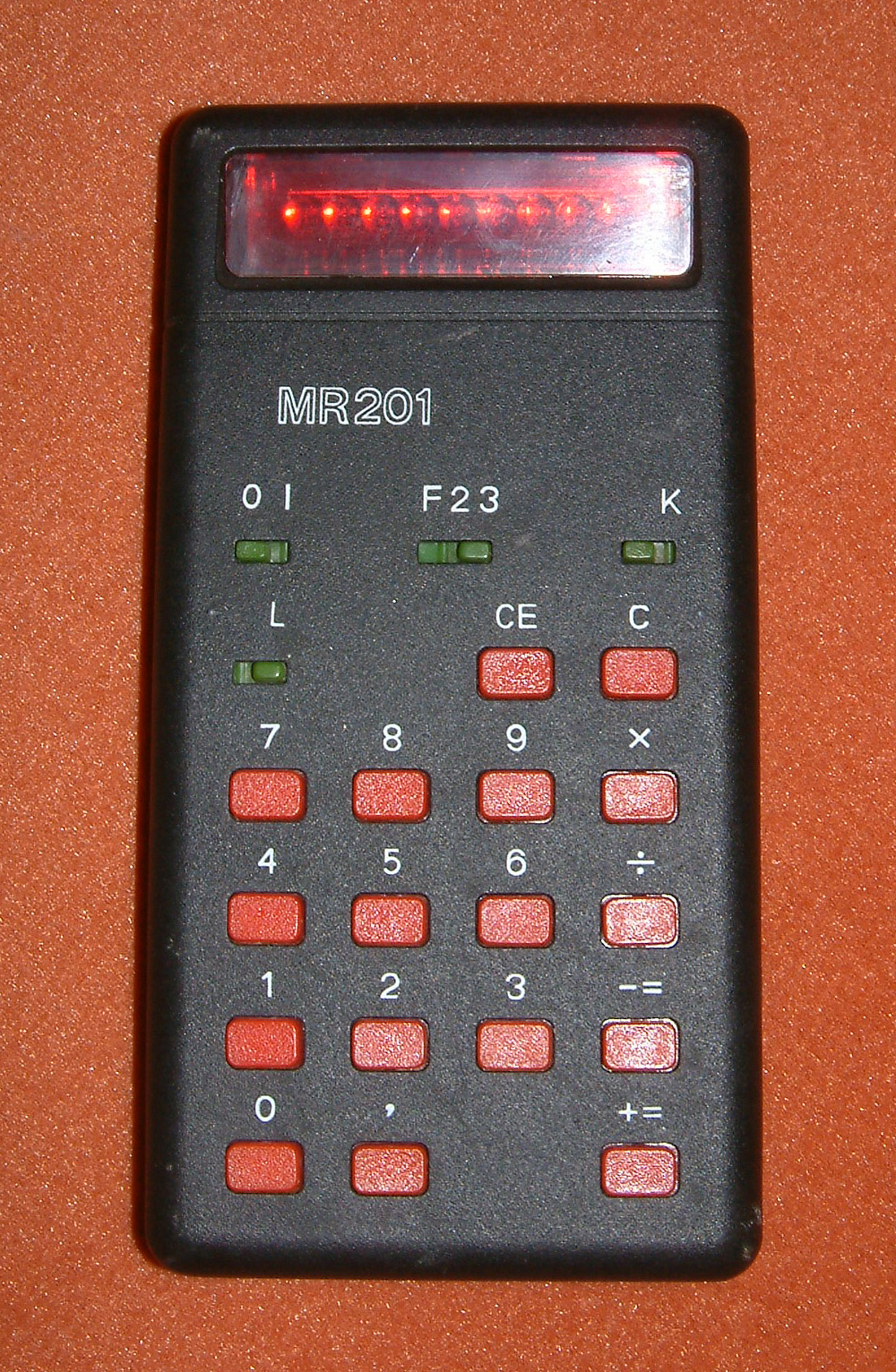
Taschenrechner MR201

Sitz des Kombinates Nachrichtenelektronik war bis 1986 Leipzig. Stammbetrieb war der VEB Nachrichtenelektronik Albert Norden Leipzig, das ehemalige Fernmeldewerk in Leipzig-Stötteritz. Auf Beschluss des DDR-Ministerrates wurde die Kombinatsleitung per 1. Juli 1986 nach Berlin verlagert. Neuer Stammbetrieb wurde der VEB Funkwerk Köpenick. Betriebsteil des Stammbetriebes war das Funkwerk Dabendorf bei Zossen. 1987 wurde aus dem Institut für Nachrichtentechnik in Berlin-Oberschöneweide das Zentrum für Forschung und Technologie der Nachrichtentechnik (ZFTN) gebildet und als weiterer Betriebsteil in den Stammbetrieb eingegliedert.
Das Kombinat war in den 1980er-Jahren Alleinhersteller von u. a. Nachrichtenanlagen, Telefonen (etwa des Modells Variant), Funkgeräten und Antennen in der DDR. Bis zur Auflösung des Kombinates 1990 gehörten ihm folgende Betriebe an:
- VEB Nachrichtenelektronik „Albert Norden“ Leipzig (Stammbetrieb bis 1986),
- VEB Nachrichtenanlagenbau Leipzig,
- VEB Funkwerk Köpenick (Stammbetrieb ab 1986),
- VEB Funk- und Fernmeldeanlagenbau Berlin (mit dem Betriebsteil Funk- und Fernmeldeanlagenbau Rostock),
- VEB Nachrichtenelektronik Magdeburg
- VEB Meßelektronik Berlin,
- VEB Studiotechnik Berlin,
- Institut für Nachrichtentechnik Berlin (ab 1987 ZFTN),
- VEB Nachrichtenelektronik Greifswald,
- VEB Fernmeldewerk Neustadt-Glewe,
- VEB Fernmeldeschrank- und Gehäusebau Calau,
- VEB Fernmeldewerk Nordhausen,
- VEB Fernmeldewerk Arnstadt,
- VEB Fernmeldewerk Bautzen,
- VEB Meßgerätewerk Zwönitz und der
- VEB Funkwerk Kölleda.

## Röhrenproduktion

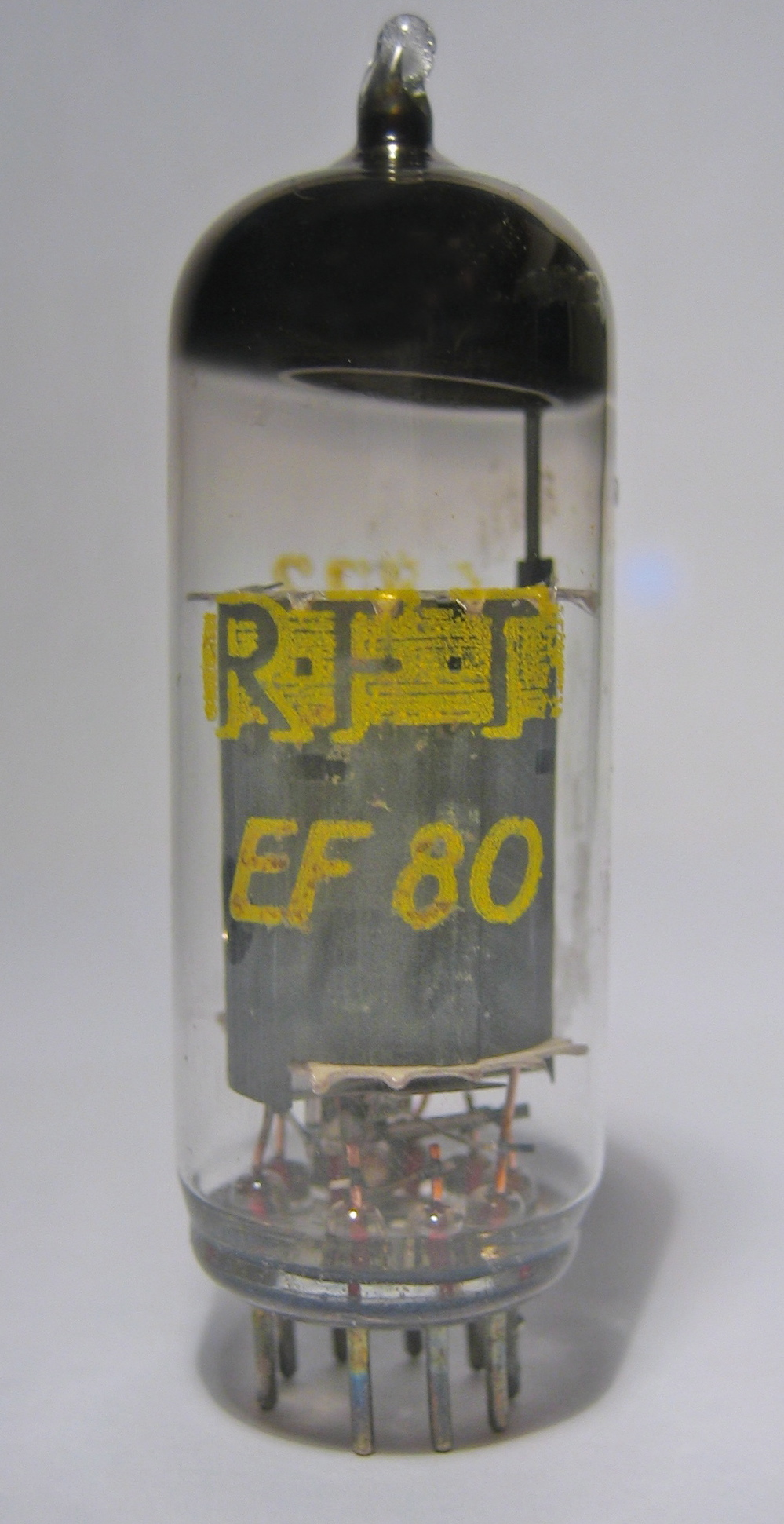
Von RFT hergestellte EF80-Elektronenröhre

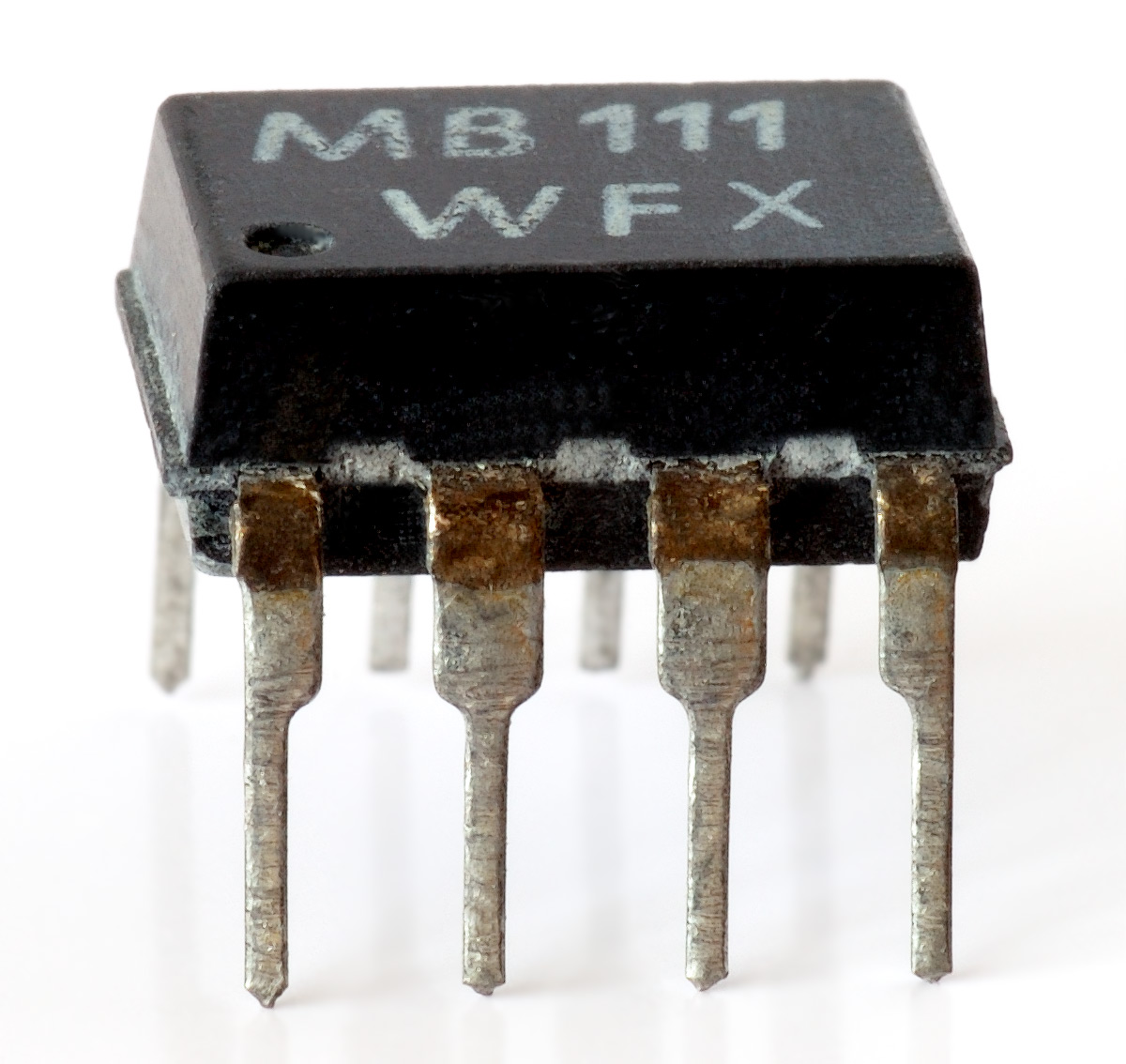
RFT-Electronic: MB 111; Optokoppler aus Infrarot-Emitterdiode als Sender und Silizium-Fotodiode mit nachfolgender integrierter Verstärkerstufe als Empfänger

Ein umfangreiches Kapitel ist die ehemalige Produktion von Elektronenröhren in der DDR, die eigentliche Keimzelle der RFT-Radioproduktion. Radioröhren wurden im Berliner Oberspreewerk (OSW im Behrensbau in Berlin-Oberschöneweide, ab 1951 VEB Werk für Fernmeldewesen (FW), ab 1960 Werk für Fernsehelektronik (WF)), im ehemaligen Werk von Opta-Radio in Berlin-Weißensee (ab 1948 Phonetika Radio), im Röhrenwerk Mühlhausen (bis 1945 Röhrenwerk der C. Lorenz), im Röhrenwerk „Anna Seghers“ (früher Telefunken-Röhrenwerk Neuhaus), im Funkwerk Erfurt sowie an weiteren Standorten hergestellt. Als die Produktion von Elektronik- und Spezialröhren in Westeuropa heruntergefahren wurde – nur Telefunken stellte im Werk Berlin-Moabit (Sickingenstraße 70/71) noch spezielle Elektronenröhren in Kleinserie her – ließen fast alle Konzerne die benötigten Röhren in der DDR fertigen. Das Berliner Werk für Fernsehelektronik, bis zur endgültigen Schließung 2005 zu Samsung gehörig, stellte die EL34 (dimple top) her, eine Nachkriegsentwicklung von Philips bzw. Valvo. Später wurde die Produktion nach Mühlhausen verlagert und mit Philips-Expertise in den Westen verkauft. (China, die Sowjetunion und Jugoslawien waren Wettbewerber, die diese und andere Röhren herstellten, in den Nachfolgeländern erfolgt die Produktion teilweise noch immer.)

## Halbleitertechnik und Elektronikhandel
Produktion und Handel mit Elektronik-Bauteilen firmierte unter dem Namen RFT-Electronic, die Halbleiterproduktion, z. B. im VEB Kombinat Halbleitertechnik Frankfurt/O. firmierte unter RFT-Transistoren.
Messtechnik war eigentlich eine Angelegenheit des Kombinates VEB Meßelektronik in Dresden. Dennoch finden sich aus der Anfangszeit der DDR z. B. Widerstandsmessbrücken mit der Bezeichnung VEB RFT Gerätewerk Chemnitz.

## Computertechnik

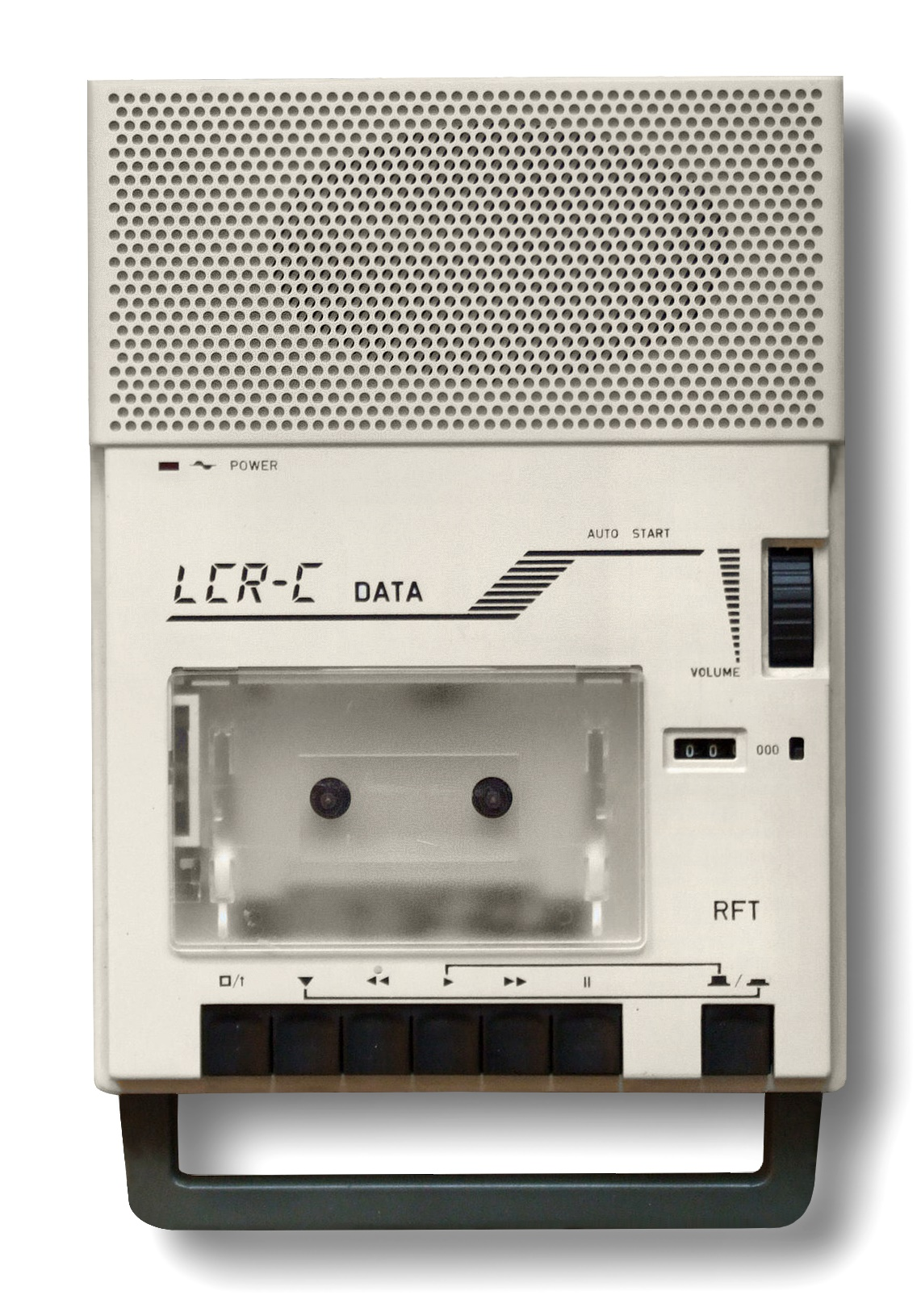
Vom VEB Elektronik Gera hergestellter Kassettenrekorder zur Datenspeicherung

Die Computertechnik war in der DDR eigentlich eine Domäne des VEB Kombinates Robotron. Daneben stellte aber auch der VEB RFT Mikroelektronik Wilhelm Pieck in Mühlhausen, Thüringen, Heimcomputer und der VEB Elektronik Gera Kassettenrekorder zur Datenspeicherung her. Außerdem wurde in Gera der MC-80 hauptsächlich für Industriesteuerungen produziert.

## Vertrieb und Dienstleistungen
Ware mit dem RFT-Logo war in allen Geschäften (soweit natürlich bestimmte Artikel verfügbar waren ↑Bückware) erhältlich, deren Sortiment sich jeweils von Radios über Fernseher, Plattenspieler, Kassettengeräte, Funktechnik bis hin zu Bauelementen usw. erstreckte. Das konnten sowohl Kaufhäuser HO-Filialen, Konsum-Läden als auch Privatgeschäfte sein. Zum Hauptvertriebsweg entwickelte sich allerdings immer mehr der VEB Industrievertrieb Rundfunk und Fernsehen. Der Sinn dieses Handelsbetriebes sollte der Direktverkauf vom Hersteller an den Kunden nach dem Industrie-Ladenprinzip sein.

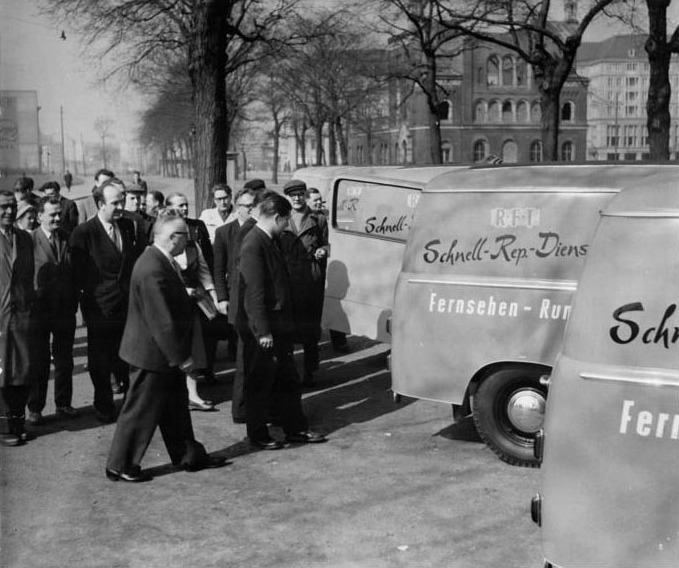
Schnellreparaturwagen für Rundfunk und Fernsehen (1960)

Zuerst gehörte der Industrievertrieb lediglich dem Warenzeichenverband RFT an. Anfang der 1980er wurde er als ein Kombinatsbetrieb in das o. g. Kombinat RuF eingegliedert. Anfänglich gehörten die Servicewerkstätten einem eigenständigen Betrieb an, dem VEB Garantie- und Kundenservice. (Siehe Foto: Schnellreparaturwagen in Dresden, hier schon mit dem RFT-Logo.) Reparaturzweig und Antennenbauzweig wurden dann als Betriebsteile dem Handelsbetrieb zugeordnet. Die erste Filiale des Handelsbetriebes des VEB Industrievertrieb RuF befand sich seit 1964 in Berlin-Friedrichshain in der Karl-Marx-Allee. Mit dessen Schließung eröffnete in Berlin-Karlshorst der Industrievertrieb im Flamingo-Geschäft in der Dönhoffstraße 47 eine neue Hauptfiliale. Im Zuge der Umgestaltung des Alexanderplatzes wurde dort das Haus der Elektroindustrie (HdE) als Neubau errichtet. Im Erdgeschoss wurde die nun größte Filiale des Industrievertriebes eröffnet. Inzwischen gab es ebenfalls weitere Filialen in den Bezirkshauptstädten der DDR-Bezirke (später auch in anderen größeren Städten). Eine Besonderheit waren die zwei Amateurfunkfilialen in der Bln.-Friedrichshainer Kopernikusstraße 35 und im Berliner Prenzlauer Berg, in der Kastanienallee 87. Wie der Name sagt, wurde hier das Sortiment Funktechnik sowie Messtechnik und elektronische Bauteile vertrieben.
Der Industrievertrieb hatte auch die Aufgabe, für die RuF-Branche als Genex-Auslieferer zu fungieren, da die Geschenkdienst GmbH ja keine eigenen Geschäfte besaß. In extra Räumlichkeiten wurde den „Beschenkten“ die bestellten Rundfunk- und Fernsehgeräte aus dem westlichen Ausland vorgeführt und anschließend geliefert. Werkstätten gab es in fast jeder Filiale, aber auch als einzelne Objekte. Die Hauptverwaltung des VEB Industrievertrieb befand sich in den Blöcken des ehemaligen Quartier Hugenotte, Berlin-Mitte, Friedrichstraße 129.
Der Betrieb wurde nach der Wende aufgelöst.

## RFT neu interpretiert

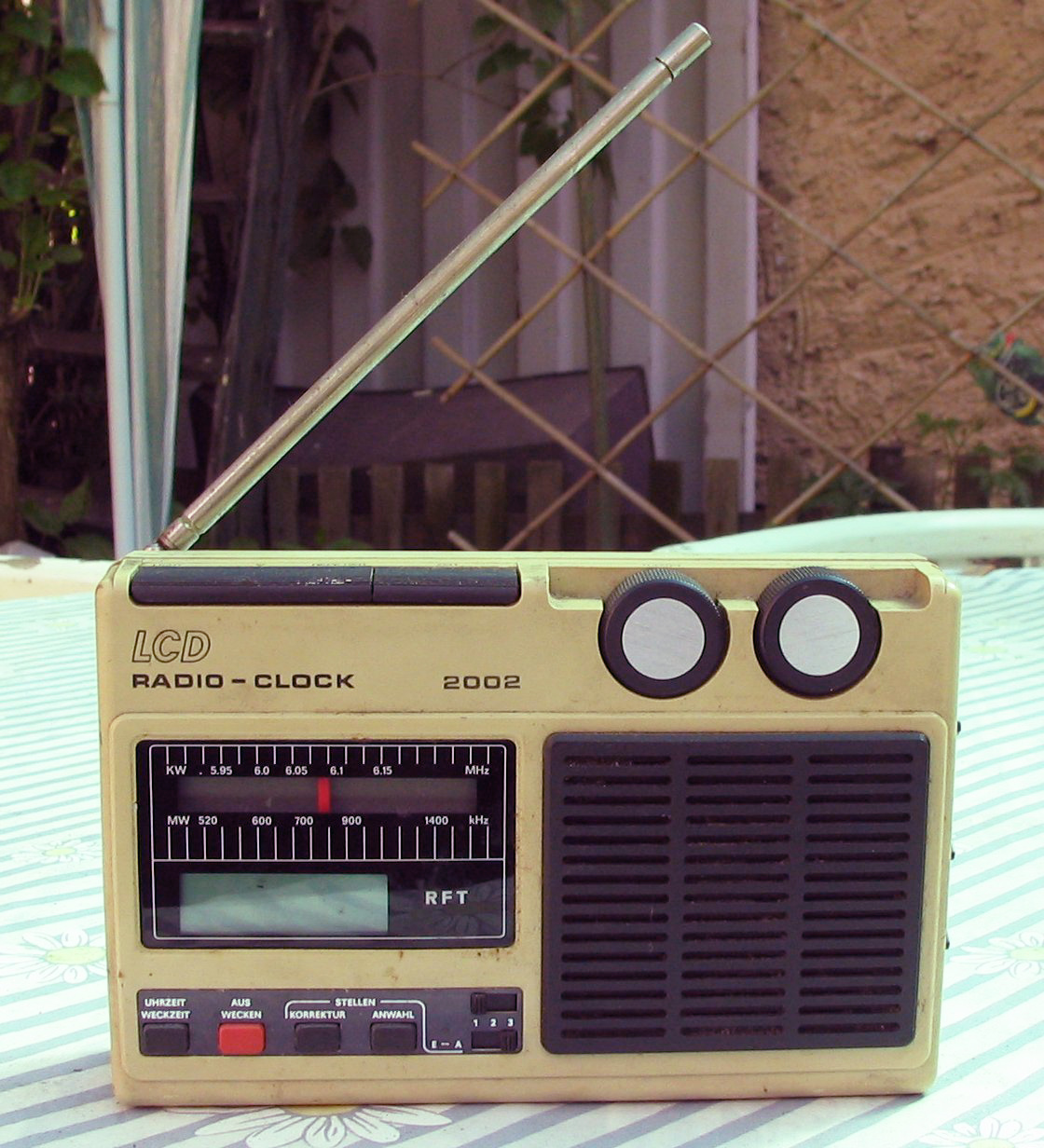
RFT-Uhrenradio „Radio Clock 2002“

Nach der Wiedervereinigung Deutschlands wurden die Kombinate aufgelöst und ein neuer Markenverband unter der Marke RFT gegründet, der RFT Warenzeichenverband Radio & Fernmeldetechnik e. V. heißt und seinen Sitz in Brandenburg an der Havel hat. Diesem gehörten eine Reihe von Produzenten, Dienstleistern und Händlern an (Stand 2014):
- Die TechniSat GmbH, ein Unternehmen aus der Eifel, lässt im Staßfurter Werk wieder Fernsehgeräte produzieren, hauptsächlich 100-Hz-Geräte mit Digitaltunern und Multimedia-TV-Geräte. Bekannt sind die Geräte im futuristischen Design von Luigi Colani. Die Multimediageräte sind für Breitbandkabelanschluss ausgelegt, so dass sie auch als Computer, mit DVD-Spieler und IP-Telefon genutzt werden können. Seit Ende 2005 werden auch Geräte mit LC-Display gefertigt. Die Firma setzt auf einheimische Produktion, produziert also nicht im Ausland unter Nutzung eines niedrigeren Lohnniveaus. Sie produziert in zwei weiteren Werken im Vogtland und in Thüringen und betreibt eine Entwicklungsabteilung mit 150 Mitarbeitern in Dresden.
- RFT Staßfurt global GmbH. Firmensitz Staßfurt
- RFT 2000 GmbH. Firmensitz Staßfurt. Die Firma wurde bereits 1999 ausgegliedert, sie hat sich auf HFC-Netzwerktechnik, Kommunikationstechnik und Informationstechnik im Service-Bereich spezialisiert und hat auch ein Schulungsangebot. Enge Zusammenarbeit mit der Universität Magdeburg
- RFT radio-television Brandenburg GmbH, spätere Umbenennung in RFT kabel Brandenburg GmbH,[8] Firmensitz Brandenburg an der Havel. Die Firma betreibt ein Breitbandkabelnetz und ist Anbieter von Fernsehprogrammen und Internetprovider.
- RFT-Multimedia Hausmann & Partner GbR. Firmensitz Magdeburg. Onlineversender von Netzwerk- und Computertechnik, Sicherheitstechnik und Antennenanlagen.
- Das Institut für Nachrichtentechnik in Berlin-Oberschöneweide wurde 1992 durch die RFT SEL Nachrichtenelektronik GmbH übernommen, die Ende 1992 in Alcatel SEL RFT GmbH umbenannt wurde.
- VEB Statron, Firmensitz Fürstenwalde/Spree wurde zur Statron elektronik GmbH und 1995 als Statron Gerätetechnik GmbH neu gegründet. Die Firma produziert Stromversorgungstechnik.

Es existierten weiterhin kleinere Firmen, die selbst nicht Mitglied des Warenzeichenverbandes waren, aber Entwicklungen an Kombinate und andere Betriebe verkauften. Diese konnten damit der Konsumgüterquote gerecht werden. Ein Beispiel ist Musikelectronic Geithain GmbH, Sachsen, mit Chefentwickler und Geschäftsführer Joachim Kiesler. Er war und ist ein Entwickler und Hersteller von Regielautsprechern, Spitzentechnik für Tonstudios und Sendeanstalten, und produzierte seinerzeit für RFT auch Stereo-Heimlautsprecher. Allerdings wurde aus Kapazitätsmangel die Produktion bald zu Statron Fürstenwalde ausgelagert, siehe BR 25.

## Liste der RFT-Werke (Auswahl)
| - Arnstadt in Thüringen, VEB Fernmeldewerk Arnstadt - Bad Blankenburg in Thüringen, VEB Fernmeldewerk Bad Blankenburg - Bautzen, VEB RFT Fernmeldewerk - Berlin-Oberschöneweide, Institut für Nachrichtentechnik des VVB RFT Nachrichten- und Meßtechnik Leipzig - Berlin-Oberschöneweide, VEB Werk für Fernsehelektronik, früher WF – VEB Werk für Fernmeldewesen - Berlin, RFT Kombinat VEB Funk- und Fernmelde-Anlagenbau - Berlin, VEB Applikationszentrum Elektronik - Berlin, VEB Meßelektronik - Berlin, VEB Sternradio Berlin - Berlin, VEB Werk für Fernmeldewesen - Berlin, VVB RFT Bauelemente und Vakuumtechnik - Dresden, VEB RFT Meßelektronik „Otto Schön“ - Dresden, Zentrallaboratorium für Rundfunk und Fernsehempfangstechnik - Eisenach, VEB Elektrotechnik Eisenach - Erfurt, VEB Funkwerk Erfurt | - Erfurt, VEB Kombinat Mikroelektronik - Frankfurt (Oder), VEB Halbleiterwerk (RFT electronic) - Fürstenwalde/Spree, VEB Statron - Gefell, VEB Mikrofontechnik - Gera, RFT VEB Kondensatorenwerk später VEB Elektronik Gera - Gornsdorf im Erzgebirge/Sachsen, RFT VEB Kontaktbauelemente und Spezialmaschinenbau - Gornsdorf im Erzgebirge/Sachsen, VEB Elektrogerätewerk - Großbreitenbach in Thüringen, VEB Werk für Bauelemente der Nachrichtentechnik - Halle (Saale), VEB Fernsehgeräte Werk Halle, Niemeyerstraße, Halle (Saale) - Halle (Saale), VEB RFT Musikelektronik Halle, früher PGH Unterhaltungselektronik Halle - Kölleda in Thüringen, VEB Funkwerk Kölleda - Karl-Marx-Stadt, Kombinat VEB Messgerätewerk Zwönitz, Gerätewerk Karl-Marx-Stadt Waldenburger Str. 63, DDR-9090 Karl-Marx-Stadt sowie Uhlestraße 34, DDR-9010 Karl-Marx-Stadt - Leipzig, Kombinat VEB RFT Fernmeldewerk, früher VVB Rundfunk und Fernmeldetechnik Leipzig | - Leipzig, VEB Elektroakustik - Leipzig, VEB Funkwerk Leipzig - Leipzig, VEB Kombinat Nachrichtenelektronik - Leipzig, VEB RFT Industrievertrieb Rundfunk und Fernsehen - Leipzig, VVB RFT Nachrichten- und Meßtechnik - Leipzig, VVB RFT Rundfunk und Fernsehen - Limbach-Oberfrohna, VEB Gerätebau Limbach, früher HELI Gerätebau Hempel Limbach-Oberfrohna - Mühlhausen in Thüringen, VEB RFT Mikroelektronik - Radeberg, VEB Rafena Werk - Radeberg, VEB Robotron-Elektronik Radeberg - Rochlitz in Sachsen, VEB Stern-Radio Rochlitz - Rostock, VEB Fernmelde-Anlagenbau - Sömmerda, VEB Robotron Büromaschinenwerk - Sonneberg in Thüringen, VEB Stern-Radio Sonneberg - Stassfurt, Kombinat Rundfunk und Fernsehen - Teltow, VEB Werk für Bauelemente der Nachrichtentechnik - Zittau, VEB Funkwerk Zittau |